# Rödelsee

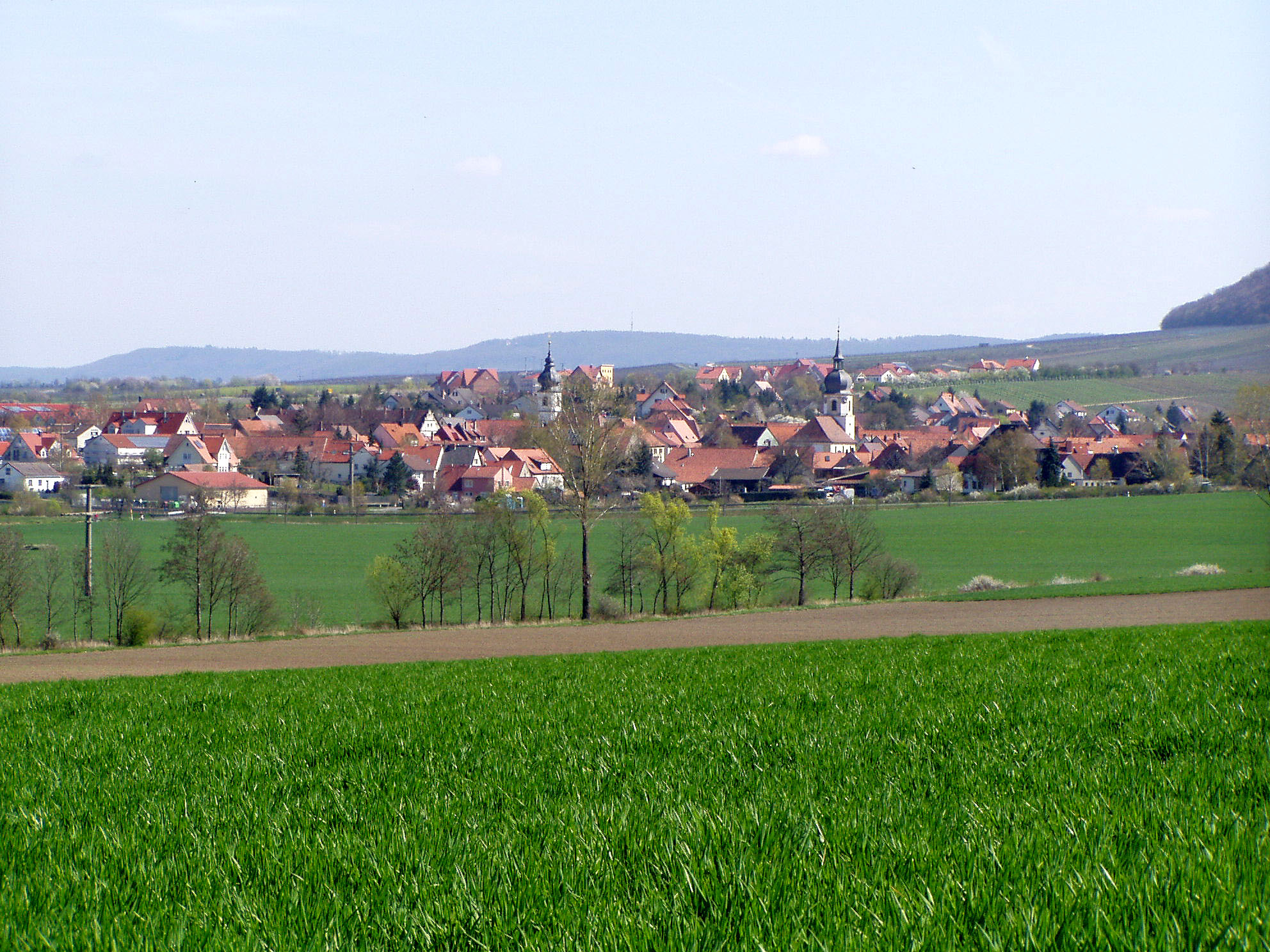
Rödelsee

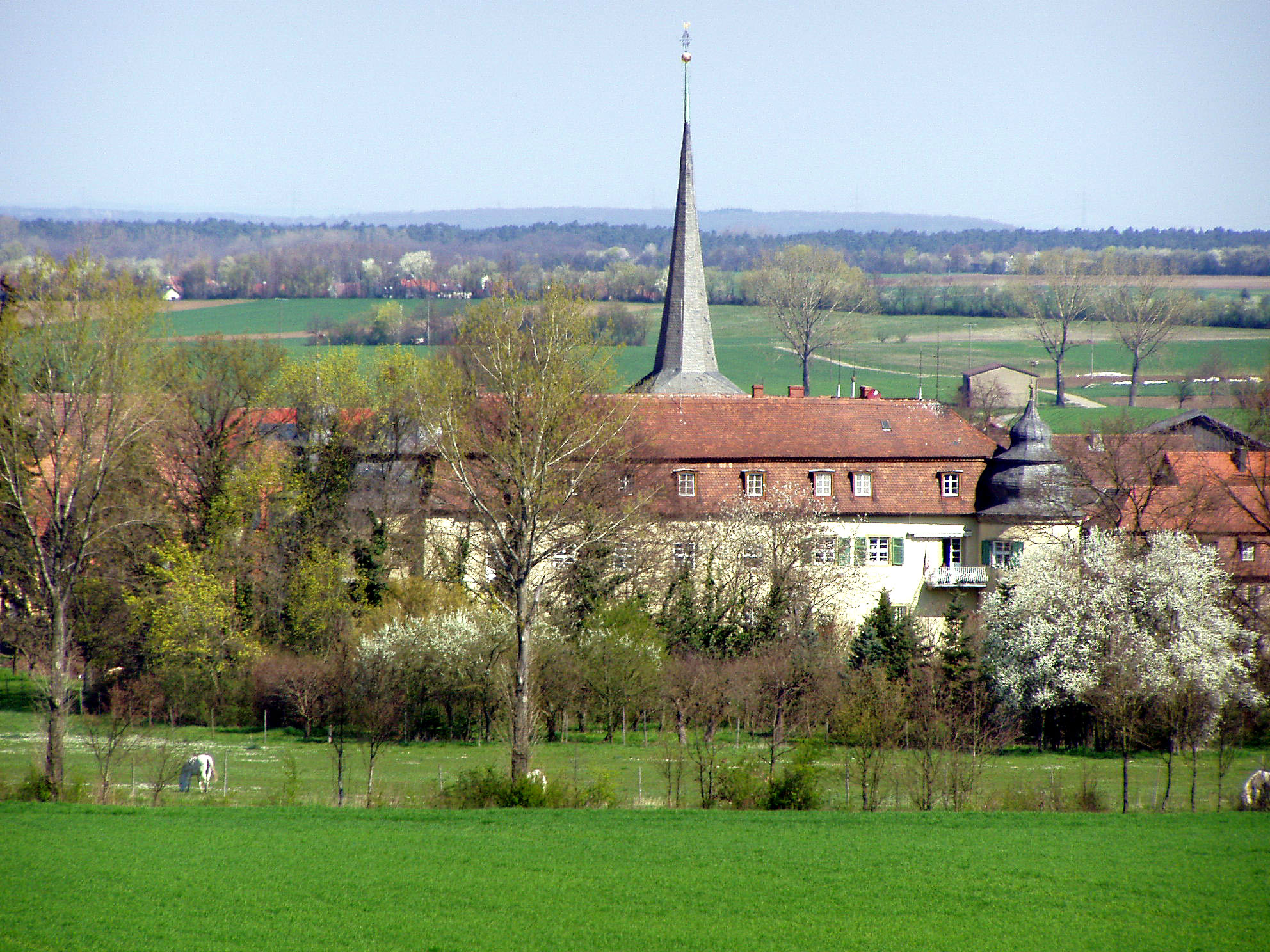
Zamek Crailsheim

Rödelsee – miejscowość i gmina w Niemczech, w kraju związkowym Bawaria, w rejencji Dolna Frankonia, w regionie Würzburg, w powiecie Kitzingen, wchodzi w skład wspólnoty administracyjnej Iphofen. Leży około 6 km na wschód od Kitzingen.